# Masahiko Kondō
Pour les articles homonymes, voir Kondō.
Masahiko Kondō (近藤 真彦, Kondō Masahiko), aussi connu sous le nom de Matchy, né le 19 juillet 1964 à Yokohama, est un chanteur, idole, acteur et parolier japonais, soliste dans le cadre de la Johnny & Associates. Il a gagné de nombreux prix, notamment celui du record de vente pour un premier single dans les années 1980.
Aussi Kondo est un pilote automobile semi-professionnel et propriétaire d'une équipe de course. Il a fondé l'équipe de course Kondo Racing en 2000, qui participe à la Formula Nippon et Super GT.
Il est cependant l'un des rares "Johnny's" à s'être marié tout en restant membre de la Johnny & Associates.

## Biographie
Vers l'âge de 15 ans, Kondō signe un contrat avec label d'enregistrement RVC en tant que chanteur soliste. Ce n'est que peu après il entre dans la Johnny & Associates. Son premier single Sneaker Blues fait ses débuts en tant que numéro un sur les classements hebdomadaires de l'Oricon en décembre 1980. Avec ce single, il devient le premier artiste à avoir réussi à classer un premier single 1er à l'Oricon dès sa sortie. En 2008, il est le seul chanteur solo à classer un premier single au numéro un, à ses débuts durant son adolescence dans l'histoire de l'Oricon. Le single reste en tête des charts de l'Oricon pendant cinq semaines consécutives et par la suite s'est vendu plus d'un million d'exemplaires.
Le 5 mars 1981, Kondō sort son premier album studio Thank Ai You. Il a écrit les paroles des chansons Gloria et Just A Dance pour l'album. Thank Ai You reste en tête des classements hebdomadaires de l'Oricon faisant de lui le plus jeune chanteur solo masculin à avoir le premier album à atteindre le numéro un dans les charts (à l'âge de 16 ans et 8 mois). De plus en 1985 Kondō signe pour CBS Sony (aujourd'hui Sony Music Entertainment Japan). Le 31 décembre 1987, grâce à sa chanson Orokamono, il remporte le grand prix de prix au 29th Japan Record Awards. Il continue à sortir de nombreux singles, albums et compilations durant les années 1980 et 1990 donne des concerts partout au Japon.
Mais la vraie passion de Matchy, ce sont les courses automobiles. À l'âge de 34 ans, il a l'autorisation par l'agence de la quitter provisoirement pour se consacrer à la F1, et devient pilote automobile et bien plus tard, manager. Il fonde notamment la Kondo Racing.
En 2008, dix ans après avoir quitté son statut "d'idole" (malgré quelques singles sortis durant la fin des années 1990), il revient sur les devants de la scène avec Mezamero ! Yasei générique du très célèbre anime Naruto Shippuden, sous le pseudo Matchy with Question? (les Question? étant le groupe qui l'accompagne). Après cela, il continue à sortir plusieurs singles les années suivantes. Il a signé un contrat avec Johnny's Entertainment et reste toujours membre de ce label.

## Vie personnelle
Il fut en couple avec l'une des populaires idoles japonaises Akina Nakamori à la fin des années 1980, jusqu'à ce qu'il rompe avec elle en 1989. Cette dernière fera une tentative de suicide la même année à la suite de cette rupture.
Il est marié depuis 1994 à Atsuko Wada et est père d'un fils nommé Gosuke Kondō, né en octobre 2007.

## Discographie

### Albums
Albums studio
1. [1981.03.05] - Thank Ai You (Thank 愛 You)
2. [1981.07.19] - 17 Birthday (17バ－スデー)
3. [1981.09.05] - Blue Jeans Memory (ブルージーンズメモリー)
4. [1981.12.16] - Gin Gira Gin ni Sarigenaku (ギンギラギンにさりげなく)
5. [1982.07.18] - BANZAI
6. [1983.04.01] - RISING
7. [1983.08.04] - Arashi wo Yobu Otoko (嵐を呼ぶ男)
8. [1984.01.01] - WINNING
9. [1984.08.01] - Shining
10. [1985.08.01] - SUMMER IN TEARS
11. [1985.12.01] - Kizuna 12" (夢絆　12")
12. [1986.04.10] - Meibamen (名場面)
13. [1986.12.12] - DREAM
14. [1987.11.25] - FOR YOU Houyou (FOR YOU 抱擁)
15. [1988.07.01] - SUMMER COLLECTION
16. [1988.11.02] - JAPAN
17. [1989.07.19] - Natsu no Air Mail (夏のエアメール)
18. [1989.12.12] - KICKS
19. [1990.11.10] - Uso no Nai Kotoba -THE TRUTH- (うそのない言葉 -THE TRUTH-)
20. [1990.12.12] - By Your Request
21. [1991.12.21] - Buraiha (無頼派)
22. [1992.12.12] - KI・RE・I (綺麗 KI・RE・I)
23. [1993.12.12] - Kita Machikado (北街角)
24. [1996.12.21] - THE ROCK BEST
25. [1997.07.01] - GET BACK

Albums live
1. [1987.12.09] - 1987 LIVE SINGLES
2. [1990.07.09] - LIVE 10th Anniversary' 90

Compilations
1. [1985.04.04] - THE MATCHY best song for you
2. [1987.06.04] - Kondo Masahiko THE BEST (近藤真彦 THE BEST)
3. [2006.01.01] - MATCHY TRIBUTE 25th anniversary
4. [2006.02.08] - MATCHY★BEST
5. [2007.02.07] - MATCHY★BEST II

### Singles
1. [1980.12.12] - Sneaker Blues (スニーカーぶる～す?)
2. [1981.03.12] - Yokohama Cheek (ヨコハマ・チーク?)
3. [1981.06.12] - Blue Jeans Memory (ブルージーンズメモリー?)
4. [1981.09.30] - Gin Gira Gin ni Sarigenaku (ギンギラギンにさりげなく?)
5. [1982.01.07] - Jounetsu Neppū Serenade (情熱☆熱風せれなーで?)
6. [1982.03.31] - Furarete BANZAI (ふられてBANZAI?)
7. [1982.06.30] - Highteen Boogie (ハイティーン・ブギ?)
8. [1982.09.30] - Horetaze! Kanpai (ホレたぜ!乾杯?)
9. [1983.01.20] - Midnight Station (ミッドナイト・ステーション?)
10. [1983.04.27] - Manatsu no Ichibyou (真夏の一秒?)
11. [1983.07.15] - Tameiki Rockabilly (ためいきロ・カ・ビ・リー?)
12. [1983.11.01] - Royal Straight Flush (ロイヤル・ストレート・フラッシュ?)
13. [1984.03.01] - Ichiban Yarou (一番野郎?)
14. [1984.06.06] - Kejimenasai (ケジメなさい?)
15. [1984.09.13] - Eien ni Himitsu sa' (永遠に秘密さ?)
16. [1985.02.13] - Yoisho! (ヨイショッ!?)
17. [1985.06.05] - Kizuna (夢絆?)
18. [1985.10.21] - Taishou (大将?)
19. [1986.02.26] - Junjou Monogatari (純情物語?)
20. [1986.07.04] - Seishun (青春?)
21. [1986.09.10] - Baby Rose
22. [1987.01.01] - Orokamono (愚か者?)
23. [1987.06.11] - Sasurai (さすらい?)
24. [1987.09.18] - Naitemirya Iijan (泣いてみりゃいいじゃん?)
25. [1988.04.08] - Made in Japan
26. [1988.09.14] - Aa, Gutto (あぁ、グッと?)
27. [1989.02.03] - Yūyake no Uta (夕焼けの歌?)
28. [1989.06.01] - Just For You
29. [1989.07.05] - Ii Kagen (いいかげん?)
30. [1989.11.10] - Andalucia ni Akogarete (アンダルシアに憧れて?)
31. [1990.04.08] - Kimama ni WALKIN' ~One Step At A Time~ (気ままにWALKIN'～One Step At A Time～?)
32. [1990.07.12] - Ho Ho Ho...
33. [1990.10.24] -Suki (好き?)
34. [1991.07.19] - Desperado -Narazumono- (デスペラード-ならず者-?)
35. [1991.12.12] - Buraiha (無頼派?)
36. [1992.05.21] - Shounen no Kokoro (少年のこころ?)
37. [1993.11.21] - Kita Machikado (北街角?)
38. [1995.07.21] - Saigo no Love Song (最後のラブ・ソング?)
39. [1996.02.21] - Midnight Shuffle (ミッドナイト・シャッフル?)
40. [1997.02.21] - Ai wa Hitotsu (愛はひとつ?)
41. [1998.05.20] - KING and QUEEN
42. 14 décembre 2005 : Chousensha (挑戦者?)
43. 24 janvier 2007 : Shanghai Bojou / Jounetsu Namida (上海慕情 / 情熱ナミダ?)
44. 23 décembre 2008 : BANKA ~Otokotachi no Banka~ (BANKA ～男たちの挽歌～?)
45. 13 décembre 2009 : -MOTTO-
46. 22 février 2010 : Zanbara (ざんばら?)
47. 21 novembre 2012 : Let's Go!
48. 26 février 2014 : Sennen Renbo (千年恋慕?)
49. 9 décembre 2015 : Otona no Ryūgi (大人の流儀?)

## Filmographie

### Doramas
- [1979-1980] - 3nen Bgumi Kinpachi Sensei (3年B組金八先生)
- [1980] - Tadaima Houkago (ただいま放課後)
- [1985] - Nippon Oyafukou Monogatari (ニッポン親不孝物語)
- [1989] - Yabou no Kuni (野望の国)
- [1991] - Nandara Mandara (なんだらまんだら)
- [1991] - Yo ni mo Kimyou na Monogatari Kyuukan (世にも奇妙な物語 急患)
- [1992] - Natsu no Arashi! (夏の嵐!)
- [1993] - Kazoku no Monogatari (家族の物語)
- [1998] - Don't Worry! (ドンウォリー!)
- [2009] - Koishite Akuma ~Vampire Boy~ (恋して悪魔～ヴァンパイア☆ボーイ～)
- [2017] - Totto-chan ! (トットちゃん！)

### Films
- [1983] - Love Forever
- [1983] - L･O･V･I･N･G
- [1985] - Ai Tabidachi (愛・旅立ち)
- [1987] - Kono Ai no Monogatari (この愛の物語)
- [1991] - Shuryou ni Natta Otoko (首領になった男)
- [1993] - Kyokutou Kuroshakai (極東黒社会)